# Kernel mode
Nei sistemi operativi che per la protezione fanno uso di meccanismi basati sul modello dei domini gerarchici di protezione, viene solitamente chiamato kernel mode (in inglese modalità del kernel) lo stato di privilegio massimo riservato all'esecuzione del kernel. Il codice in linguaggio macchina eseguito in tale modalità ha accesso illimitato alla memoria, all'hardware e alle altre risorse.
Il meccanismo a stati gerarchici di privilegio ha basse prestazioni, sia in quanto ad efficacia della protezione che in quanto a costo di esecuzione, rispetto al meccanismo di protezione basato su capability, che permette tra l'altro di soddisfare il principio del privilegio minimo; nonostante ciò molti dei sistemi operativi moderni continuano ad usare gli stati gerarchici di privilegio, e cercano di limitarne gli elevati costi computazionali limitando le operazioni che necessitano di passare in kernel mode (come ad esempio nei sistemi operativi a microkernel).

## Esempi
L'architettura x86 dispone di quattro livelli di privilegio, chiamati ring (ma usualmente ne sono usati solo due): la modalità più privilegiata (kernel mode) è nota come ring 0, mentre la modalità meno privilegiata (user mode) è nota come ring 3.